# 贝尔纳·布里泽
贝尔纳·布里泽（法語：Bernard Brizay，發音：[bɛʁnaʁ bʁizɛ]；1941年8月—；又译伯纳·布立赛）是一位法国历史学家，出生于滨海塞纳省的鲁昂，专攻中国近代史，主要作品有《1860：圆明园大劫难》（Octobre 1860 : Le sac du Palais d’Eté de Pékin）等。